# بخش کالج (شهرستان ناکس، اوهایو)
بخش کالج (به انگلیسی: College Township) یک منطقهٔ مسکونی در ایالات متحده آمریکا است که در شهرستان ناکس، اوهایو واقع شده‌است.
 بخش کالج ۱۶٫۶ کیلومتر مربع مساحت و ۲٬۷۳۱ نفر جمعیت دارد و ۳۲۲ متر بالاتر از سطح دریا واقع شده‌است.